# Lithiophilit
Lithiophilit ist ein eher selten vorkommendes Mineral aus der Mineralklasse der „Phosphate, Arsenate und Vanadate“ mit der chemischen Zusammensetzung LiMn[PO4] und damit chemisch gesehen ein Lithium-Mangan-Phosphat.
Lithiophilit bildet allerdings eine lückenlose Mischkristallreihe mit Triphylin (LiFePO4), daher ist meist ein geringer Anteil von Mangan durch Eisen ersetzt (substituiert), wenn er mit diesem vergesellschaftet vorkommt. Die Mischformel wird entsprechend in verschiedenen Quellen mit Li(Mn2+,Fe2+)[PO4] angegeben.
Lithiophilit kristallisiert im orthorhombischen Kristallsystem und entwickelt gelegentlich scharfkantige, kurz- bis langprismatische und flächenreiche Kristalle aus. Meist findet er sich jedoch in eher grobkristallinen oder körnigen bis derben Mineral-Aggregaten und Kluftfüllungen.
In reiner Form ist Lithiophilit farblos und durchsichtig, im Durchlichtmikroskop auch hellgelb oder rosa. Durch vielfache Lichtbrechung aufgrund von Gitterbaufehlern oder polykristalliner Ausbildung kann er aber auch durchscheinend weiß sein und durch Fremdbeimengungen eine rötlichbraune, gelblichbraune bis honiggelbe oder lachsrosa, blaugraue bis graue Farbe annehmen.

## Etymologie und Geschichte
Erstmals entdeckt wurde Lithiophilit in den lithiumreichen Granit-Pegmatiten im Steinbruch Branchville (auch Fillow) nahe dem gleichnamigen Ort im Fairfield County des US-Bundesstaates Connecticut. Die Erstbeschreibung erfolgte 1878 durch George Jarvis Brush und Edward Salisbury Dana, die das Mineral in Anlehnung an dessen Lithiumgehalt und nach dem altgriechischen Wort φιλία philía für Freundschaft (von φίλος philos, deutsch ‚Freund‘), zusammengesetzt also sinngemäß „Freund von Lithium“, benannten.
Das Typmaterial des Minerals wird in der Mineralogischen Sammlung der Yale University in New Haven (Connecticut), USA unter den Katalog-Nr. 3.5641 und 3.5645 sowie im Muséum national d’histoire naturelle unter der Nr. 78.32 aufbewahrt.

## Klassifikation
Bereits in der veralteten 8. Auflage der Mineralsystematik nach Strunz gehörte der Lithiophilit zur Mineralklasse der „Phosphate, Arsenate und Vanadate“ und dort zur Abteilung der „Wasserfreien Phosphate, Arsenate und Vanadate ohne fremde Anionen“ (mittelgroße Kationen und andere), wo er zusammen mit Ferrisicklerit, Heterosit, Natrophilit, Purpurit, Sicklerit und Triphylin die „Triphylin-Reihe“ mit der System-Nr. VII/A.02 bildete.
Im zuletzt 2018 überarbeiteten und aktualisierten Lapis-Mineralienverzeichnis nach Stefan Weiß, das sich aus Rücksicht auf private Sammler und institutionelle Sammlungen noch nach dieser klassischen Systematik von Karl Hugo Strunz richtet, erhielt das Mineral die System- und Mineral-Nr. VII/A.02-20. In der „Lapis-Systematik“ entspricht dies ebenfalls der Abteilung „Wasserfreie Phosphate [PO4]3−, ohne fremde Anionen“ (mittelgroße Kationen: Fe-Mn vorwiegend), wo Lithiophilit zusammen mit Ferrisicklerit, Heterosit, Karenwebberit, Marićit, Natrophilit, Purpurit, Sicklerit, Simferit und Triphylin eine eigenständige, aber unbenannte Gruppe bildet.
Die seit 2001 gültige und von der International Mineralogical Association (IMA) bis 2009 aktualisierte 9. Auflage der Strunz’schen Mineralsystematik ordnet den Lithiophilit ebenfalls in die Abteilung der „Phosphate usw., ohne weitere Anionen, ohne H2O“ ein. Diese ist allerdings weiter unterteilt nach der relativen Größe der beteiligten Kationen, so dass das Mineral entsprechend seiner Zusammensetzung in der Unterabteilung „Mit mittelgroßen Kationen“ zu finden ist, wo es zusammen mit Ferrisicklerit, Heterosit, Natrophilit, Purpurit, Sicklerit, Simferit und Triphylin die „Triphylingruppe“ mit der System-Nr. 8.AB.10 bildet.
Auch die vorwiegend im englischen Sprachraum gebräuchliche Systematik der Minerale nach Dana ordnet den Lithiophilit in die Klasse der „Phosphate, Arsenate und Vanadate“ und dort in die Abteilung der „Wasserfreie Phosphate etc.“ ein. Hier ist er zusammen mit Triphylin und Natrophilit in der „Triphylingruppe“ mit der System-Nr. 38.01.01 innerhalb der Unterabteilung „Wasserfreie Phosphate etc. A+B2+XO4“ zu finden.

## Chemismus
Die idealisierte, theoretische Zusammensetzung von Lithiophilit (LiMn[PO4]) besteht aus 4,43 % Lithium (Li), 35,03 % Mangan (Mn), 19,75 % Phosphor (P) und 40,80 % Sauerstoff (O). Die von Horace L. Wells analysierten Proben aus der Typlokalität des Minerals enthielten zusätzlich geringe Beimengungen an Eisen sowie Spuren von Natrium, Silicium und Wasser. In weiteren Proben aus Buckfield (Maine) konnten zudem Spuren von Calcium und aus der Foote Mine bei Kings Mountain (North Carolina) geringe Beimengungen von Aluminium nachgewiesen werden.

## Kristallstruktur
Lithiophilit kristallisiert isotyp mit Olivin in orthorhombischer Symmetrie in der Raumgruppe Pbnm (Raumgruppen-Nr. 62, Stellung 3) mit den Gitterparametern a = 4,75 Å; b = 10,45 Å und c = 6,11 Å sowie 4 Formeleinheiten pro Elementarzelle.

## Bildung und Fundorte

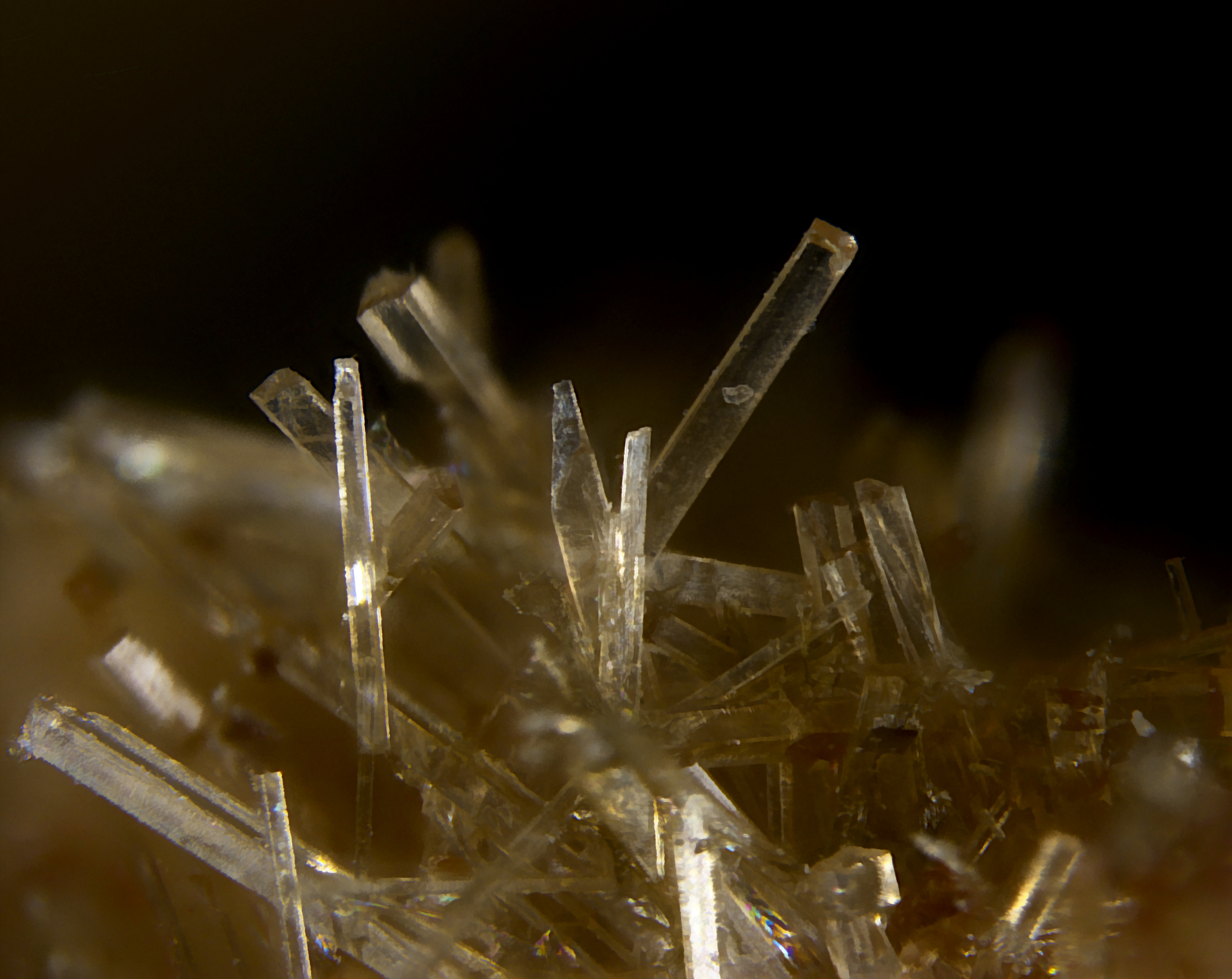
Makroaufnahme mit blass honiggelben, prismatischen Lithiophilitkristallen aus der Foote Lithium Co. Mine, Kings Mountain (North Carolina), USA
Sichtfeld: 3,0 mm

Lithiophilit bildet sich primär in Granit-Pegmatiten und ist im Allgemeinen mit sekundär durch Verwitterung entstandenen Mineralen vergesellschaftet wie unter anderem Dickinsonit, Eosphorit, Fairfieldit, Heterosit, Hureaulith, Purpurit, Reddingit, Sicklerit und Triploidit. Oft bilden diese auch Pseudomorphosen rund um einen noch unverwitterten Kern aus Lithiophilit. Weitere möglichen Paragenesen sind Albit, Amblygonit, Beryll, Fillowit, Graftonit und Rhodochrosit.
Als eher selten vorkommende Mineralbildung kann Lithiophilit an verschiedenen Fundorten zum Teil zwar reichlich vorhanden sein, insgesamt ist er aber wenig verbreitet. Bisher sind rund 160 Fundorte für Lithiophilit dokumentiert (Stand 2019). Außer an seiner Typlokalität, dem Steinbruch Branchville trat das Mineral im US-Bundesstaat Connecticut noch in Mineralproben auf, die beim Bau der U.S. Route 7 nahe Brookfield im Fairfield County anfielen sowie in Mineralproben aus der Grube Schoonmaker (auch Grube Cramer) und dem Steinbruch Strickland (auch Eureka) bei Collins Hill im Middlesex County. Weitere bekannte Fundorte in den USA liegen in den Bundesstaaten Arizona, Kalifornien, Colorado, Idaho, Maine, New Mexico, North Carolina, South Dakota und Wisconsin.
Erwähnenswert aufgrund außergewöhnlicher Lithiophilitfunde sind unter anderem Karibib in Namibia und Kitumbe in Ruanda, wo ausgedehnte Massen von bis zu einem Meter Größe gefunden wurden. Herausragend sind auch die Funde in der Foote Lithium Co. Mine nahe Kings Mountain (North Carolina) in den USA, wo die Kristalle zwar nur wenige Millimeter messen, allerdings nahezu perfekt entwickelt sind.
In Deutschland konnte Lithiophilit bisher nur in Sachsen in der Grube Sauberg bei Ehrenfriedersdorf im Erzgebirgskreis und in einem Pegmatitgang bei Wolkenburg/Mulde im Landkreis Zwickau entdeckt werden.
In Österreich fand man das Mineral bisher nur bei einem Spodumen-Versuchsabbau am Brandrücken (siehe auch Bergbau in Kärnten), am Windeckberg im Mieslingtal (Gemeinde Spitz) in Niederösterreich und im Steinbruch Gupper im Deutschlandsberger Gemeindeteil Hinterleiten in der Steiermark.
Weltweit kennt man Lithiophilit noch aus Argentinien, Äthiopien, Australien, Brasilien, China, Finnland, Frankreich, Irland, Italien, Kanada, Madagaskar, Mosambik, Namibia, Norwegen, Polen, Portugal, Rumänien, Russland, Ruanda, Schweden, Simbabwe und Südafrika.

## Verwendung
Als Erz ist Lithiophilit ohne wirtschaftliche Bedeutung.